# Ok203
Ok203 – parowozy zbudowane na podwoziu Ok22 z założonym kotłem parowozu Tr203 w ZNTK Piła. Wybudowano 2 parowozy tego typu, ponieważ PKP postanowiło więcej parowozów nie kupować na rzecz lokomotyw spalinowych i elektrycznych.